# Шаулис, Зола Мэй
Зола Мэй Шаулис (англ. Zola Mae Shaulis; род. 7 сентября 1942, Ланкастер) — американская пианистка. Сестра певицы Джейн Шаулис.
Начала заниматься музыкой в возрасте трёх лет и уже семилетней выступила с Филадельфийским оркестром под руководством Александра Хилсберга. Училась у Аги Ямбор, затем у Жака Абрама в Торонто, занималась также под руководством Рудольфа Серкина и Гранта Джоханнесена. Начиная с 1960 г. выиграла ряд конкурсов, в том числе международный конкурс пианистов в Рио-де-Жанейро (1969) и Наумбурговский конкурс (1971). В том же 1971 году записала свой первый альбом с произведениями Сэмюэла Барбера, Эрнеста Блоха и Луиса Грюнберга; известна также выполненная Шаулис в Германии запись Гольдберг-вариаций. Выступала в ансамбле со своей сестрой.
Выйдя замуж, постепенно исчезла с музыкальной сцены, жила в Стоктоне, в настоящее время в Сент-Питерсберге.